# Australasian Championships 1905
Australasian Championships 1905 là một giải quần vợt được chơi trên sân cỏ ở Melbourne, Úc tại Warehouseman's Cricket Ground. Giải đấu được tổ chức từ ngày 17 tháng 11 đến 26 tháng 11 năm 1905. Đây là lần đầu tiên Australasian Championships được tổ chức với nội dung đơn nam và đôi nam. Nội dung đơn nam có 17 tay vợt tất cả và tay vợt người Úc Rodney Heath là nhà vô địch.

## Nhà vô địch

### Đơn
Rodney Heath đánh bại  Albert Curtis, 4–6, 6–3, 6–4, 6–4 

### Đôi
Randolph Lycett /  Tom Tachell đánh bại  E.T. Barnard  /  B. Spence, 11–9, 8–6, 1–6, 4–6, 6–1 